# Miracoli mariani del 1796

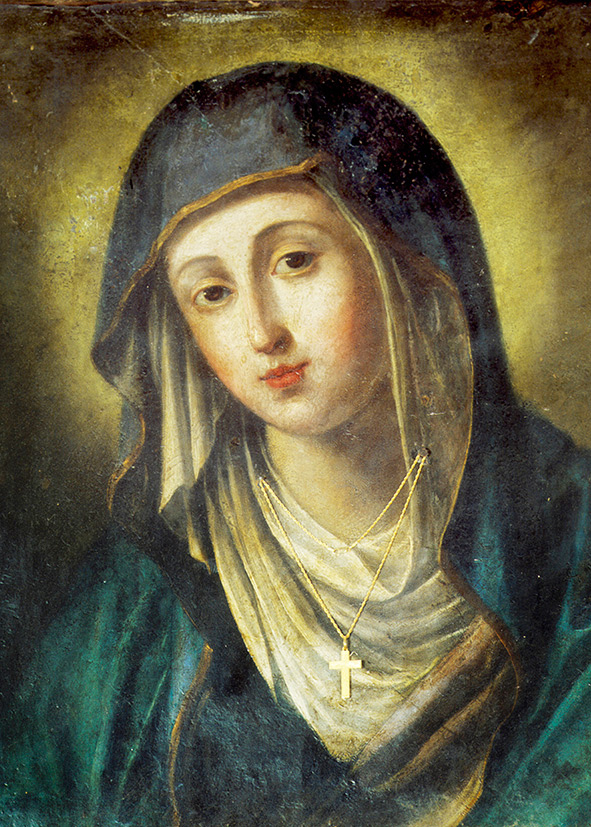
Madonna dell'Archetto a Roma

I miracoli mariani del 1796, cominciati il 25 giugno dello stesso anno ad Ancona, si sarebbero verificati anche a Roma e in altre località dello Stato Pontificio: almeno centoventidue immagini, quasi tutte mariane, avrebbero mosso gli occhi, aprendoli e chiudendoli ripetutamente, a volte mutando anche colore ed espressione. Ai fenomeni, durati alcuni mesi, avrebbe assistito complessivamente circa mezzo milione di persone.

## Il miracolo mariano di San Ciriaco

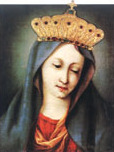
Madonna del Duomo di Ancona

Nel 1796 la campagna militare di Napoleone in Italia è in pieno svolgimento, e avviene una sistematica spoliazione delle chiese, dove oggetti e arredi sacri vengono asportati. È in questo clima di violenza che si verifica una straordinaria serie di eventi, localizzati nello Stato Pontificio.
Gli episodi ritenuti miracolosi hanno inizio il 25 giugno 1796 ad Ancona.
Nel duomo, dedicato a san Ciriaco, c'è un quadro di Maria con gli occhi socchiusi, venerata con il titolo di "Regina di tutti i Santi". Il regesto, un registro tenuto dai parroci del duomo dal 1706, nella sua sintesi dei fatti notevoli narra che gli anconetani, impauriti dalla notizia delle scorribande francesi, si erano rifugiati nel duomo a pregare affinché alla loro città fosse risparmiata l'invasione francese. 

Duomo di San Ciriaco ad Ancona

Proprio nel giorno in cui le truppe napoleoniche si apprestano a entrare in città, una vedova trentenne, Francesca Marotti, presente nel duomo tra la folla, avrebbe visto muoversi gli occhi della Madonna raffigurata nel dipinto; anche gli altri fedeli si accorgono che le palpebre della Madonna si alzano e si abbassano lentamente: c'è stupore e commozione, accorrono i canonici, arriveranno esperti per analizzare il fenomeno, che prosegue per mesi. Il 10 febbraio dell'anno seguente Napoleone entra in città; è al corrente di quel che succede e decide di far bruciare il quadro, ma prima vuole esaminarlo: quando lo vede impallidisce e, cosa inconsueta per lui, cambia parere e ordina di coprirlo con un drappo invece di bruciarlo.
Incaricato di accertare prudentemente i fatti il vescovo, Vincenzo Ranuzzi, riconosce alla fine la manifestazione come autentica.

## I fenomeni analoghi a Roma
I movimenti degli occhi, prevalentemente in quadri mariani, cominciano a manifestarsi in luoghi sempre più numerosi, alla presenza di ogni tipo di persone, gente comune e studiosi, credenti e non: i presunti prodigi si protraggono per mesi, i dipinti vengono esaminati con scrupolo, vengono raccolte testimonianze dinanzi a notai, iniziano i processi rituali, che porteranno a riconoscimenti ufficiali da parte della Chiesa.

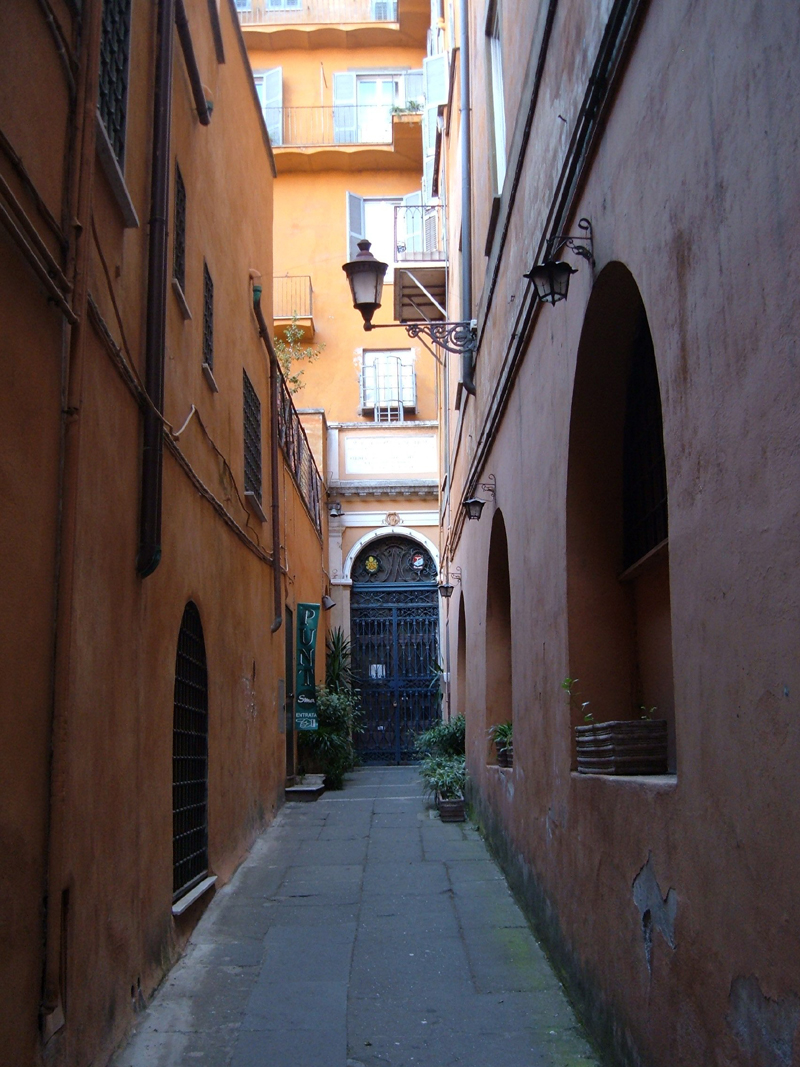
Oratorio della Madonna dell'Archetto, a Roma, nel rione Trevi

A Roma si verificano ventisei episodi a partire dal 9 luglio 1796, quando si "animano" gli occhi della Madonna detta "dell'Archetto", raffigurata come Mater Misericordiae in un dipinto nell'oratorio di via San Marcello. Lo sguardo di Maria sembra seguire con dolce benevolenza le preghiere, muovendosi verticalmente, quasi per presentarle al Cielo, e anche orizzontalmente, come per abbracciare la folla.
Gli altri fenomeni si sarebbero verificati non solo nelle chiese, ma anche in edicole stradali e cappelle private. Le immagini sono rappresentazioni mariane di vario tipo (prevalentemente Madonna Addolorata, ma anche Immacolata, Assunta, del Rosario, del Cenacolo, delle Grazie, del Carmelo, di Guadalupe), a volte la Vergine è rappresentata da sola, altre volte con il Bambino; in due casi si sarebbero animati gli occhi di un crocifisso. I movimenti degli occhi, a volte lenti, a volte più veloci, si verificano prevalentemente durante le preghiere mariane dei fedeli.
Oltre ai fenomeni relativi alle ventisei immagini oggetto di indagini ufficiali, moltissimi altri, per non procrastinare eccessivamente la pubblicazione dei risultati, sono riportati in un contesto stragiudiziale, ma sempre con allegate testimonianze. In alcuni casi si sarebbero mossi anche gli occhi di Gesù bambino.
I religiosi, temendo reazioni violente della popolazione, si adoperano per placare gli animi: i fenomeni non vengono sfruttati, come ci si potrebbe aspettare, per incitare alla rivolta, vengono anzi interpretati solo come un messaggio di divina compartecipazione al dramma della gente vessata dai napoleonici.

## I fenomeni analoghi nello Stato Pontificio
Oltre ad Ancona e a Roma, si verificano episodi simili in numerose località dello Stato Pontificio. Le manifestazioni non si limitano al movimento degli occhi, comprendendo per esempio anche lacrimazioni, e riguardano anche immagini non mariane; i processi canonici ne dichiarano l'autenticità. 
Tra le località interessate dai fenomeni si contano: nelle Marche: Fermo, Amandola, Fabriano, San Ginesio, Pergola, Sant'Angelo in Vado e Urbania; in Umbria: Ponte Felcino, Collestrada, Corciano, Deruta, Perugia (dove si sarebbero verificate anche guarigioni miracolose), Gubbio, Scheggia, Spoleto, Terni, Stroncone, Amelia e Todi; nel Lazio: Frascati, Monte Porzio Catone, Civitavecchia (dove si convertirono alcuni forzati musulmani del porto), Marino, Viterbo, Anguillara, Tolfa, Sutri, Calcata, Montefiascone, Vignanello, Sermoneta, Gavignano, Vallecorsa, Vicovaro, Terracina, Ceprano, Monte San Giovanni Campano, Torrice, Bauco, Veroli e Frosinone.

## Le fonti e le ricerche
Basandosi su fonti coeve, e più recenti, Rino Cammilleri, nel libro Gli occhi di Maria, ha elencato i presunti miracoli, con date, luoghi e testimonianze. Nello stesso testo Vittorio Messori ha fornito una possibile interpretazione di questa serie di prodigi, estendendo il discorso ad altre manifestazioni mariane e ai possibili collegamenti con altri eventi storici.
In merito agli eventi, lo storico Massimo Cattaneo ha notato «una significativa contiguità temporale tra l'arrivo delle notizie sui "miracoli" in un determinato luogo e il loro inizio nello stesso immediatamente dopo», così da dar vita a «un movimento di diffusione per suggestione-emulazione che raggiunse la maggior parte dei centri del territorio pontificio», un fenomeno che «per durata — si protrasse almeno fino al febbraio del 1797 —, ampiezza dell'area geografica interessata, quantità e tipologia dei testimoni, appartenenti a tutti i ceti sociali ed i livelli culturali, emerge per dimensioni nella storia dell'Europa cristiana, pur così ricca di episodi di tale natura».